# Machima
Machima is een geslacht van rechtvleugeligen uit de familie sabelsprinkhanen (Tettigoniidae). De wetenschappelijke naam van dit geslacht is voor het eerst geldig gepubliceerd in 1878 door Brunner von Wattenwyl.

## Soorten
Het geslacht Machima omvat de volgende soorten:
- Machima paranensis Rehn, 1950
- Machima phyllacantha Burmeister, 1838
- Machima scalprum Rehn, 1950